# Marina Sidorova
Marina Sidorova (Unión Soviética, 16 de enero de 1950) fue una atleta soviética especializada en la prueba de 4 x 100 m, en la que consiguió ser medallista de bronce europea en 1971.

## Carrera deportiva
En el Campeonato Europeo de Atletismo de 1971 ganó la medalla de bronce en los relevos 4 x 100 metros, con un tiempo de 44.5 segundos, llegando a meta tras Alemania del Oeste (oro) y Alemania del Este (plata).